# Могіль Євген Русланович
Євген Русланович Могіль (нар. 11 січня 1999) — український футболіст, нападник київського «Рубікону», який виступає в оренді за донецький «Олімпік».

## Життєпис
Народився в Києві. У дитячих чемпіонатах Києва та ДЮФЛУ виступав за ФК «Київ», «Динамо» (Київ), «Олімпійський коледж імені Івана Піддубного», «Волинь» та «Адреналін» (Луцьк). З 2016 по 2017 рік виступав у чемпіонаті Волинської області та в аматорському чемпіонаті за «Луцьк» та «Ковель-Волинь»
У вересні 2016 року прибув на перегляд у «Волинь», за підсумками якого уклав з клубом договір. У складі луцького клубу дебютував 21 липня 2017 року в нічийному (0:0) домашньому поєдинку 2-го туру Першої ліги України проти зорянських «Балкан». Євген вийшов на поле на 77-ій хвилині, замінивши Олександра Чепелюка. У другій половині сезону 2016/17 років зіграв 3 матчів в Першій лізі України та 1 поєдинок у національному кубку.
Наступного сезону перейшов до «Олімпіка», в складі якого виступав за молодіжну команду. Сезон 2019/20 років розпочав у «Поділлі». У футболці хмельницького клубу дебютував 27 серпня 2019 року в переможному (5:4, пенальті) домашньому поєдинку 2-го попереднього раунду кубку України проти луцької «Волині». Могіль вийшов на поле на 65-ій хвилині, замінивши Артема Гайдаша. Цей матч виявився єдиним для Євгена у футболці «Поділля».
По завершенні сезону 2019/20 років перейшов до київського «Рубікону». У січні 2021 року перейшов в оренду до «Олімпіка», де виступає в молодіжній команді клубу.